# 日本とサモアの関係
本項では、日本とサモアの関係（英語: Japan–Samoa relations）について述べる。日本とサモア独立国の関係（英語: Japan–Independent State of Samoa relations）、あるいは旧称により日本と西サモアの関係（英語: Japan–Western Samoa relations）とも。

## 沿革
1962年1月1日、ニュージーランド委任統治領西サモアより西サモアとして独立。
1973年、日本と西サモアの間で外交関係が樹立される。
1980年6月、在京西サモア名誉総領事館が開設される。
1997年2月、在アピア日本国名誉総領事を任命。
1997年7月、国名が西サモアからサモアに改称される。これに伴い、在京西サモア名誉総領事館が在京サモア名誉総領事館となる。
2007年1月、在京サモア名誉総領事館が閉館。2009年7月、在京サモア大使館が開設される。
2013年1月、在サモア日本大使館が開設され、兼勤駐在官事務所として活動を開始。
2016年3月、福島県いわき市の常磐興産株式会社内に、在福島サモア名誉領事館が開設される。
2017年1月1日、在サモア日本大使館が実館としての大使館に格上げ。同年3月14日、日本国政府の閣議決定により、青木伸也が初代駐サモア日本大使に任命される。

## 要人往来

### 日本要人のサモア訪問

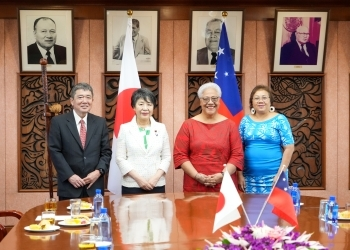
日本の外務大臣の上川によるサモアの首相のフィアメ表敬訪問。2024年2月撮影

2003年10月、秋篠宮文仁親王および同妃紀子がサモアを訪問し、マリエトア・タヌマフィリ2世や首相トゥイラエパ・サイレレ・マリエレガオイなどの要人と会談し、サモア国立大学や太平洋地域環境計画事務局（SPREP）の本部、首都アピアにある同国最大の港湾アピア港などを視察した。
2007年5月11日、マリエトア・タヌマフィリ2世が94歳で死去。日本からは外務大臣政務官浜田昌良が弔問の特使として派遣され、国葬に参列した。
2024年2月10日、日本の外務大臣としては初めて、上川陽子がサモアを訪問した。首相のフィアメ・ナオミ・マタアファを表敬した後、サモア国立大学保健科学学部施設整備計画に関する書簡に署名し、交換を行った。

### サモア要人の訪日
1989年1月7日、昭和天皇が87歳で崩御。同年2月24日に執り行われた大喪の礼には、サモアのオ・レ・アオ・オ・レ・マーロー（国家元首）マリエトア・タヌマフィリ2世と教育大臣パトゥ・アファエセが参列した。
1990年、天皇明仁（当時）の即位の礼が執り行われ、同年11月に行われた賓客を招く饗宴の儀には、オ・レ・アオ・オ・レ・マーローのマリエトア・タヌマフィリ2世が参列した
1998年から2021年までサモア首相を務めたトゥイラエパ・サイレレ・マリエレガオイは、副首相、財務相時代を含めて、これまで17回訪日している（1984年、1985年、1988年、1990年、1994年、1997年に2回、2000年、2003年、2005年、2006年、2009年、2012年、2015年、2017年、2018年、2019年。うち8回は太平洋・島サミット出席のため）。

## 外交使節

### 駐サモア日本大使
1. 青木伸也（2017～2019年）
2. 寺澤元一（2019～2021年）
3. 千田恵介（2021年～）

### 駐日サモア大使
1. レイアタウア・トゥイトロヴァア・キリフォティ・エテウアティ（2009～2015年、信任状捧呈は7月14日[13]）
2. ファアラヴァアウ・ペリナ・ジャックリーン・シラ・ツアラウレレイ（2015年～、信任状捧呈は5月20日[14]）